# Pacificothemis esakii
Pacificothemis es un género monotípico de libélulas de la familia Libellulidae. La única especie del género es Pacificothemis esakii (Asahina, 1940).